# Деймон Веянс
Деймон Веянс (англ. Damon Kyle Wayans; 4 вересня 1960, Нью-Йорк) — американський стендап-комік, актор, сценарист і продюсер, один з братів Веянс.

## Біографія
Народився у багатодітній бідній сім'ї. У Деймона п'ятеро сестер (Ельвіра, Вонні, Нядя, Кім, Дидре) і четверо братів (Марлон, Кінен Айворі, Шон, Дуейн). Деймон дуже рано став працювати, щоб допомагати сім'ї. Можливо, тому він кинув школу, і, ставши артистом-коміком, почав виступати у різних клубах, заробляючи гроші.
У 1984 році Деймона запросили зніматися у фільмі «Поліцейський з Беверлі-Хіллз». Фільм став вельми успішним і Деймона Веянса помітили. Він узяв участь у зйомці телевізійного бойовика «Потрійна зрада», а вже через рік знявся у комедійному телесеріалі «Інший світ».
Молодий актор став активно зніматися у безлічі картин. У фільмі «Земні дівчата легко доступні» він грав з Джимом Керрі. У серіалі «В живому кольорі» актор знімався з братом Кіненом Айворі Уайансом, де зіграв одразу кілька ролей. У 1991 році він отримав одну з головних ролей у бойовику «Останній бойскаут» режисера Тоні Скотта.
А у 1992 році у картині «Гроші, гроші, ще гроші» він не тільки виконав головну роль, але і став сценаристом фільму, і одним з продюсерів, задіявши у зйомці свого брата Марлона Веянса.
1993 рік — Деймон грає самого себе у бойовику «Останній кіногерой». У 1994 році він становиться співавтором сценарію к пародійному фантастичному фільму «Бланкмен», виконуючи одну з головних ролей. Картина стає популярною, як і наступна— комедія «Майор Пейн». Далі — комедія «Великий білий обман» з Семюелем Л. Джексоном, «Баскетбольна лихоманка» з Деніелом Стерном.

## Особисте життя
Деймон був одружений з Лізею Торнер, однак вони розлучились у 2000 році. Вони мають четверо дітей, сини Деймон і Майкл, дочки Кара Мія і Кайла.
Велика сім'я Веянсів складається з династії відомих кіноакторів, режисерів, сценаристів і коміків.

## Фільмографія
| Рік       |   | Українська назва                  | Оригінальна назва       | Роль                                              |
| --------- | - | --------------------------------- | ----------------------- | ------------------------------------------------- |
| 1984      | ф | Поліцейський із Беверлі-Гіллз     | Beverly Hills Cop       | людина з бананами                                 |
| 1985—1995 | с | Суботнього вечора в прямому ефірі | Saturday Night Live     | різні ролі (13 епізодів)                          |
| 1987      | ф | Голлівудський розклад             | Hollywood Shuffle       | охоронець № 2 / Віллі                             |
| 1987      | ф | Роксана                           | Roxanne                 | Джеррі                                            |
| 1987      | с | Інший світ                        | A Different World       | Марвін Хейвен (Епізод: "War of the Words")        |
| 1988      | ф | Кольори                           | Colors                  | Ті-Боун                                           |
| 1988      | ф | Земні дівчата легкодоступні       | Earth Girls Are Easy    | Зібо                                              |
| 1988      | ф | Панчлайн                          | Punchline               | Персі                                             |
| 1988      | ф | Я дістану тебе, покидьку          | I’m Gonna Git You Sucka | Леонард                                           |
| 1990      | ф | Дивись, хто говорить знову        | Look Who’s Talking Too  | Едді                                              |
| 1991      | ф | Останній бойскаут                 | The Last Boy Scout      | Джиммі Дікс                                       |
| 1992      | ф | Більше грошей                     | Mo' Money               | Джонні Стюарт                                     |
| 1993      | ф | Останній кіногерой                | Last Action Hero        | камео                                             |
| 1994      | ф | Бланкмен                          | Blankman                | Дерріл Вокер / Бланкмен                           |
| 1995      | ф | Майор Пейн                        | Major Payne             | майор Бенсон Пейн                                 |
| 1996      | ф | Баскетбольна лихоманка            | Celtic Pride            | Льюїс Скотт                                       |
| 1996      | ф | Великий білий обман               | The Great White Hype    | Джеймс Роупер                                     |
| 1996      | ф | Куленепробивний                   | Bulletproof             | детектив Джек Картер / Рок Кітс                   |
| 1997      | ф |                                   | Goosed                  | доктор Стівен Хемел                               |
| 1998      | с | Деймон                            | Damon                   | Деймон Томас (13 епізодів)                        |
| 2000      | ф |                                   | Bamboozled              | П'єр Делакруа                                     |
| 2003      | ф |                                   | Marci X                 | Dr. S.                                            |
| 2006      | ф | Фарс пінгвінів                    | Farce of the Penguins   | пінгвін «Ей, це мій зад!»                         |
| 2011      | с | Щасливий кінець                   | Happy Endings           | Френсіс Вільямс (Епізод: "Like Father, Like Gun") |
| 2016—2019 | с | Смертельна зброя                  | Lethal Weapon           | Роджер Мерта (55 епізодів)                        |